# Carlos Marcello
Carlos "The Little Man" Marcello (6 februarie 1910 în Tunis, Tunisia-3 martie 1993 în Metairie, Louisiana, SUA) a fost un gangster italo-american care a devenit șeful familiei mafiote din New Orleans în anii '40 .
1. 1 2  Carlos Marcello, SNAC, accesat în 9 octombrie 2017
2. ↑  The New York Times, accesat în 6 iulie 2022
3. ↑  Czech National Authority Database, accesat în 1 martie 2022